# Seznam najbolj obiskanih koncertov
Seznam najbolj obiskanih koncertov vseh časov. Za prvi koncert, kjer so prodali več kot 100.000 vstopnic, po poročanju Billboard Boxscore, velja nastop Grateful Dead na dirkališču Raceway Park v kraju Englishtown, New Jersey iz leta 1977, ko so prodali 107.019 vstopnic, kar je še danes rekord v ZDA. Kasneje so na stadionu Maracanã ta rekord eden za drugim podrli Frank Sinatra, Tina Turner in kot zadnji Paul McCartney, ko se je leta 1990 zbralo kar 184.000 obiskovalcev. Trenutni svetovni rekord za najbolj obiskan samostojni koncert v zgodovini pa drži italijanski glasbenik Vasco Rossi, ko se je leta 2017 na koncertu ob 40. obletnici njegove kariere v Modeni zbralo kar 220.000 obiskovalcev, ki so plačali vstopnice.
Po podatkih Guinnessovo knjigo rekordov za najbolje obiskan koncert vseh časov, sicer brezplačen, velja silvestrsko/novoletni nastop Roda Stewarta leta 1994 na Copacabani, ko se je zbralo kar 3,5 milijona obiskovalcev. Leta 1997 je francoski glasbenik Jean-Michel Jarre, kralj in pionir elektronske glasbe, ta dosežek ponovil na 850. obletnici Moskve.

## Najbolj obiskani
|  | Najbolj obiskan koncert v zgodovini do tistega trenutka                                                   |
|  | Prvi samostojni plačljiv koncert s preko 100.000 obiskovalci in še zmeraj najbolj obiskan v zgodovini ZDA |

### Samostojni plačljivi koncerti
Najbolj obiskani koncerti s prodanimi vstopnicami solo izvajalcev ali posamezne skupine (glasbeni festivali niso všteti), ki jih je doslej obiskalo več kot 130.000 obiskovalcev.
| Datum              | Izvajalec         | Prizorišče                 | Mesto                   | Turneja                       | Obisk   | Ref.        |
| ------------------ | ----------------- | -------------------------- | ----------------------- | ----------------------------- | ------- | ----------- |
| 1. julij 2017      | Vasco Rossi       | Enzo Ferrari Park          | Modena                  | Modena Park 2017              | 220.000 | [ 1 ]       |
| 31. julij 1999     | Glay              | Makuhari Messe             | Chiba                   | Glay Expo'99 Survival         | 200.000 | [ 2 ]       |
| 21. april 1990     | Paul McCartney    | Maracanã                   | Rio de Janeiro          | The Paul McCartney World Tour | 184.000 | [ 3 ]       |
| 16. januar 1988    | Tina Turner       | Maracanã                   | Rio de Janeiro          | Break Every Rule World Tour   | 180.000 | [ 4 ] [ 5 ] |
| 26. januar 1980    | Frank Sinatra     | Maracanã Stadium           | Rio de Janeiro          | Frank Sinatra Live            | 175.000 | [ 4 ] [ 6 ] |
| 10. september 2005 | Luciano Ligabue   | Aeroporto di Reggio Emilia | Reggio Emilia           | Campovolo                     | 165.264 | [ 7 ]       |
| 19. julij 1988     | Bruce Springsteen | Radrennbahn Weissensee     | Berlin                  | Tunnel of Love Express Tour   | 160.000 | [ 8 ]       |
| 20. september 1997 | U2                | Aeroporto di Reggio Emilia | Reggio Emilia           | PopMart Tour                  | 150.000 | [ 9 ]       |
| 20. marec 1981     | Queen             | Estádio do Morumbi         | São Paulo               | The Game Tour                 | 131.000 | [ 10 ]      |
| 29. avgust 1987    | Madonna           | Parc de Sceaux             | Paris                   | Who's That Girl World Tour    | 130.000 | [ 11 ]      |
| 3. september 1977  | Grateful Dead     | Raceway Park               | Englishtown, New Jersey | Terrapin Station Tour         | 107.019 | [ 12 ]      |

### Brezplačni koncerti na prostem
Brezplačni koncerti z več kot 1 milijonom obiskovalcev. Vključuje tudi glasbene festivale z več izvajalci. Pri oceni obiska teh dogodkov gre mnogokrat tudi za subjetivno oceno organizatorjev, številke so lahko včasih tudi mnogo pretirane.
| Datum              | Glavni izvajalec                            | Prizorišče                  | Mesto          | Dogodek                           | Obisk     | Ref.          |
| ------------------ | ------------------------------------------- | --------------------------- | -------------- | --------------------------------- | --------- | ------------- |
| 31. december 1994  | Rod Stewart                                 | Copacabana                  | Rio de Janeiro | Silvestrovo na Copacabani         | 3.500.000 | [ 14 ]        |
| 6. september 1997  | Jean-Michel Jarre                           | Državna univerza v Moskvi   | Moskva         | 850. obletnica praznovanja Moskve | 3.500.000 | [ 15 ]        |
| 14. julij 1990     | Jean-Michel Jarre                           | La Défense                  | Pariz          | Dan Bastille                      | 2.000.000 | [ 16 ]        |
| 28. september 1991 | AC/DC, Pantera, Metallica, The Black Crowes | Letališče Tushino           | Moskva         | Monsters of Rock                  | 1.600.000 | [ 17 ] [ 18 ] |
| 2. julij 2005      | Različni izvajalci                          | Muzej umetnosti Filadelfija | Filadelfija    | Live 8                            | 1.500.000 | [ 19 ]        |
| 18. februar 2006   | The Rolling Stones                          | Copacabana                  | Rio de Janeiro | A Bigger Bang Tour                | 1.500.000 | [ 20 ] [ 21 ] |
| 5. april 1986      | Jean-Michel Jarre                           | Downtown Houston            | Houston        | Rendez-vous Houston               | 1.300.000 | [ 22 ] [ 23 ] |
| 20. september 2009 | Različni izvajalci                          | Trg revolucije              | Havana         | Paz Sin Fronteras II              | 1.100.000 | [ 24 ] [ 25 ] |
| 4. Julij 1985      | The Beach Boys                              | Muzej umetnosti Filadelfija | Filadelfija    | Koncert ob dnevu neodvisnosti     | 1.000.000 | [ 26 ]        |

### Pop/rock/klasični glasbeni festivali
Festivali elektronske glasbe (Love Parade...) niso všteti. Tudi tisti, ki trajajo teden ali več (Donauinselfest, Sziget...), niso všteti. 
| Datum                     | Glavni izvajalec                                | Prizorišče                 | Mesto                       | Festival                          | Obisk   | Ref.   |
| ------------------------- | ----------------------------------------------- | -------------------------- | --------------------------- | --------------------------------- | ------- | ------ |
| 28.-30 maj, 4. junij 1983 | Mötley Crüe, U2, Bowie, Judas Priest, Scorpions | Glen Helen Regional Park   | San Bernardino, Kalifornija | Steve Wozniack's US Festival 1983 | 670.000 | [ 27 ] |
| 28. julij 1973            | Allman Brothers Band, Grateful Dead, The Band   | Watkins Glen International | Watkins Glen, New York      | Summer Jam At Watkins Glenn       | 600.000 | [ 27 ] |
| 26.-31. avgust 1970       | Jefferson Airplane, Joe Cocker, The Who, Dylan  | Afton Down                 | Isle of Wight               | Isle of Wight Festival 1970       | 600.000 | [ 27 ] |
| 15.-18. avgust 1969       | Santana, Joplin, Hendrix, Cocker, The Who       | ranč Maxa Yasgurja         | Bethel, New York            | Woodstock Music & Art Fair        | 400.000 | [ 27 ] |

### Koncerti v Sloveniji
Najbolj obiskani koncerti na našem ozemlju z najmanj 20,000 obiskovalci.
| Datum              | Glavni izvajalec | Prizorišče       | Mesto     | Turneja                      | Obisk  | Ref.   |
| ------------------ | ---------------- | ---------------- | --------- | ---------------------------- | ------ | ------ |
| 27. avgust 1997    | The Kelly Family | Stadion Bežigrad | Ljubljana | Stadion Tour 97              | 20.000 | [ 28 ] |
| 13. september 2003 | Siddharta        | Stadion Bežigrad | Ljubljana | Turneja Rh-                  | 30.000 | [ 29 ] |
| 7. junij 2009      | The Killers      | Hipodrom Stožice | Ljubljana | Day & Age World Tour         | 30.000 | [ 30 ] |
| 4. julij 1998      | The Kelly Family | Stadion Bežigrad | Ljubljana | European Stadium Tour        | 20.000 | [ 31 ] |
| 7. junij 1999      | Metallica        | Stadion Bežigrad | Ljubljana | Garage Remains the Same Tour | 20.000 | [ 32 ] |